# Drie ringen van de elfen
De Drie Ringen van de elfen komen voor in de werken van J.R.R. Tolkien over Midden-aarde. Ze werden halverwege de Tweede Era gemaakt door Celebrimbor.
Sauron had de elfensmeden tot dan toe geholpen met het vervaardigen van de ringen van macht, maar deze drie werden zonder zijn medewerking gemaakt.

## De ringen
Sauron merkte dat hij de dragers van deze drie ringen niet in zijn macht kreeg. Daarom trok hij ten oorlog tegen de elfen van Ost-in-Edhil. Celebrimbor vertrouwde Vilya en Narya tijdig aan aan Gil-galad toe en Nenya aan Galadriel. Gil-galad gaf de ringen al gauw aan anderen: Narya kwam tot Círdan, die hem bij diens aankomst in de Grijze Havens aan Gandalf gaf, en Vilya vertrouwde hij aan Elrond toe. Tot Saurons val door toedoen van het Laatste Bondgenootschap aan het einde van de Tweede Era kon geen van de Drie vrijelijk gebruikt worden, omdat Sauron de drie Elfen die ze droegen op het spoor kon komen en hen vervolgens mentaal te onderwerpen aan hemzelf.

### Narya
Werd ook wel de Ring van Vuur of Rode ring genoemd; het woord betekent in het Quenya vlam of vuur. De ring is ingelegd met een robijn.
Van Vilya en Nenya was bekend dat deze zich bij Elrond en Galadriel bevonden, maar pas tegen de tijd dat de ringen met hun bewakers uit Midden-aarde verdwenen werd bekend dat Gandalf Narya al lange tijd onder zijn hoede had. Voordat de oorlog om de Ene Ring begon vertrouwde Círdan de Rode ring aan Gandalf toe. De ring zou volgens Círdan de "dapperheid van vroeger in harten kunnen doen ontvlammen".
Achtereenvolgende bezitters: Celebrimbor - Gil-galad - Círdan - Gandalf

### Nenya
Werd ook wel de Ring van Water genoemd; het woord nen betekent in het Quenya water. De ring bestaat uit een band van mithril en een diamant.
Na het verloren gaan van de Ene Ring gebruikte Galadriel Nenya voor het eerst om de gebieden waar zij invloed had, de macht van Nenya aan te wenden om de gewonde aarde te genezen, en ook om het woud Lothlórien, waar zij vanaf de Tweede Era woonde, te onttrekken aan de buitenwereld.
Achtereenvolgende bezitters: Celebrimbor - Galadriel

### Vilya
Werd ook wel de Ring van Lucht genoemd; het woord betekent in het Quenya hemel of lucht. De ring bestaat uit een gouden band en een saffier.
Na het verloren gaan van de Ene Ring gebruikte Elrond Vilya voor het eerst, en zo werd zijn toevluchtsoord Imladris beschermd van kwade invloeden van buitenaf.
Achtereenvolgende bezitters: Celebrimbor - Gil-galad - Elrond

## Vernietiging van de Ene Ring
Uiteindelijk, nadat de Ene Ring door Frodo vernietigd was, werd ook de macht van de Drie tenietgedaan, omdat Sauron, hoewel hij niet feitelijk had meegeholpen aan hun creatie, Celebrimbor de kennis en macht had verschaft om de Ringen van Macht te smeden en met Saurons heengaan ging ook de macht die de Ringen voedde heen. Elrond, Galadriel en Gandalf namen hun ringen mee toen zij met Frodo, in 3021 van de Derde Era, naar Valinor vertrokken.
Drie ringen van de elfen · Zeven ringen van de dwergen · Negen ringen van de mensen · Ene Ring